# Кириллов, Николай Кузьмич
Никола́й Кузьми́ч Кири́ллов (30 ноября 1897 года, Саратов — 25 августа 1950 года, Москва) — советский военачальник, Генерал-майор (1940). Депутат Верховного Совета УССР 1-го созыва.

## Начальная биография
Николай Кузьмич Кириллов родился 30 ноября 1897 года в Саратове.

## Военная служба

### Первая мировая и гражданская войны
В мае 1916 года был призван в ряды Русской императорской армии и направлен рядовым в 90-й запасной пехотный полк, дислоцированный в Саратове. В декабре того же года был направлен на учёбу в Оренбургскую школу прапорщиков, по окончании которой в июне 1917 года был направлен в 305-й пехотный полк, в составе в чине прапорщика которого принимал участие в боевых действиях на Западном фронте в качестве командира взвода, выборного командира роты и батальона.
В феврале 1918 года был демобилизован из рядов армии, после чего учился в строительном техникуме в Саратове, а затем работал на заводе.
В феврале 1920 года был призван в ряды РККА, служил порученцем Управления санитарных частей Кавказского фронта.

### Межвоенное время
В июне 1921 года был назначен на должность командира роты Всевобуча Саратовского губернского военкомата, а в мае 1922 года — на должность командира взвода 4-го стрелкового полка 2-й бригады, дислоцированной в Саратове.
С июня 1922 года служил в 33-й стрелковой дивизии на должностях помощника командира и командира роты 94-го стрелкового полка, начальника дивизионной школы, начальника штаба и командира 97-го стрелкового полка.
В декабре 1928 года был направлен на учёбу на стрелково-тактические курсы «Выстрел», которые окончил в августе 1929 года.
В 1931 году вступил в ряды ВКП(б).
В 1932 году заочно окончил два курса Военной академии имени М. В. Фрунзе.
В августе 1932 года Кириллов был направлен на учёбу в Военно-воздушную академию им. профессора Н. Е. Жуковского, однако в сентябре этого же года был отозван и назначен на должность инспектора 15-й авиабригады.
В марте 1933 года был назначен на должность командира 50-го стрелкового полка, в январе 1937 года — на должность начальника штаба, затем — на должность командира 19-й стрелковой дивизии, а в феврале 1938 года — на должность командира 13-го стрелкового корпуса (Киевский военный округ). Был депутатом Верховного Совета УССР 1-го созыва.

### Великая Отечественная война
В начале Великой Отечественной войны корпус под командованием Кириллова принимал участие в ходе приграничного сражения на Украине западнее города Станислав. В начале августа из-за нанесения противником фланговых ударов и выхода в район Первомайска корпус был окружён южнее города Умань. Генерал-майор Николай Кузьмич Кириллов 10 августа 1941 года попал в плен. Приказом Ставки ВГК № 270 от 16 августа 1941 года Кириллов был объявлен злостным дезертиром, нарушившим присягу и предавшим свою Родину, а решением Военной коллегией Верховного Суда СССР от 13 октября 1941 года был заочно приговорён к расстрелу.

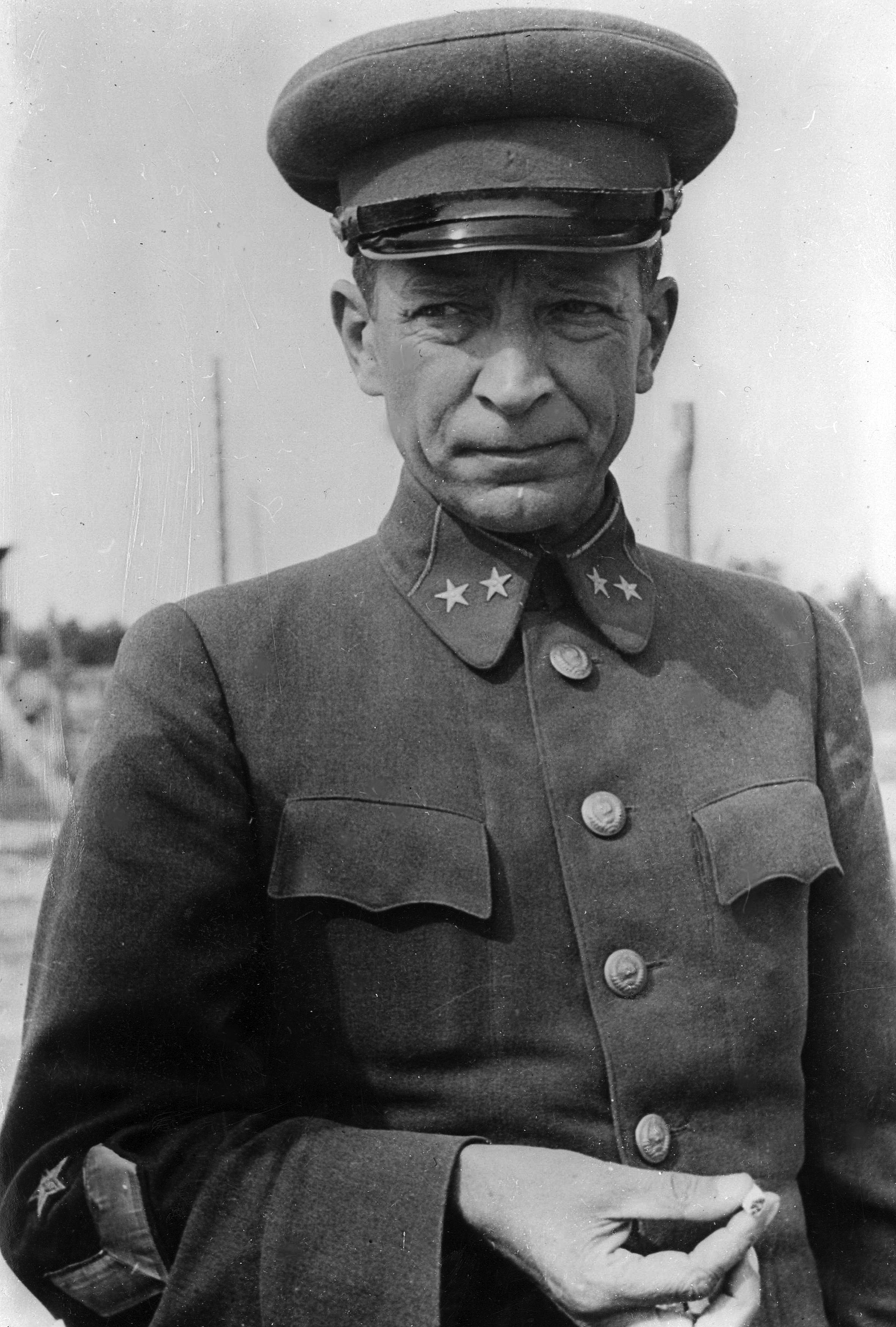
Генерал Николай Кириллов в немецком плену.

Тут же сработала машина преследования — пострадали жёны и совершеннолетние дети генералов В. Я. Качалова, П. Г. Понеделина и Н. К. Кириллова. Репрессирована и тёща Качалова.
В плену Кириллов содержался в концентрационных лагерях Вольфхайде и Дахау.
3 мая 1945 года Кириллов освобождён союзными войсками и передан представителям советской военной администрации в Германии, после чего 26 мая 1945 года переправлен в Москву вместе с другими освобождёнными из плена генералами. Проходил спецпроверку в органах «СМЕРШ» и был арестован по постановлению начальника следственного отдела ГУКР «СМЕРШ» генерала Леонова, санкционированному начальником ГУКР «СМЕРШ» В. С. Абакумовым и главным военным прокурором генерал-лейтенантом юстиции Н. П. Афанасьевым 30 декабря 1945 года, после чего находился под следствием. Никаких данных о сотрудничестве генерала Кириллова с врагом в ходе спецпроверки и следствия получено не было./
Однако 25 августа 1950 года Кириллов, обвинявшийся в дезертирстве и в сдаче в плен без сопротивления, был осуждён Военной коллегией Верховного суда СССР по ст. 58, п. 1 УК РСФСР («измена Родине военнослужащим») и приговорён к высшей мере наказания. В тот же день расстрелян, похоронен на Донском кладбище. 
По определению Военной коллегии Верховного суда СССР от 29 февраля 1956 года дело в отношении Николая Кузьмича Кириллова было прекращено «за отсутствием состава преступления», а он сам был восстановлен в воинском звании и наградах. Семьи генералов Кириллова, Понеделина и Качалова реабилитировали в 1954 году.

## Воинские звания
- Полковник (22.12.1935)
- Комбриг (13.02.1938)
- Комдив (4.11.1939)
- Генерал-майор (4.06.1940)

## Награды
- Орден Красного Знамени (22.02.1938);
- Юбилейная медаль «XX лет Рабоче-Крестьянской Красной Армии» (22.02.1938).